# Заграђе (Бар)
Заграђе је насеље у општини Бар у Црној Гори. Према попису из 2003. било је 192 становника (према попису из 1991. било је 114 становника).

## Демографија
У насељу Заграђе живи 155 пунолетних становника, а просечна старост становништва износи 42,4 година (41,7 код мушкараца и 43,1 код жена). У насељу има 76 домаћинстава, а просечан број чланова по домаћинству је 2,53.
Становништво у овом насељу веома је хетерогено, а у последња три пописа, примећен је пораст у броју становника.
|  |

| Демографија | Демографија | Демографија |
| Година      | Становника  | Становника  |
| ----------- | ----------- | ----------- |
|             |             |             |
|             |             |             |
|             |             |             |
|             |             |             |
| 1948.       | 58          |             |
| 1953.       | 44          |             |
| 1961.       | 43          |             |
| 1971.       | 38          |             |
| 1981.       | 23          |             |
| 1991.       | 114         | 105         |
| 2003.       | 199         | 192         |
|             |             |             |

| Етнички састав према попису из 2003.‍ | Етнички састав према попису из 2003.‍ | Етнички састав према попису из 2003.‍ | Етнички састав према попису из 2003.‍ | Етнички састав према попису из 2003.‍ |
| ------------------------------------ | ------------------------------------ | ------------------------------------ | ------------------------------------ | ------------------------------------ |
|                                      |                                      |                                      |                                      |                                      |
| Црногорци                            | Црногорци                            |                                      | 90                                   | 46,87%                               |
| Срби                                 | Срби                                 |                                      | 81                                   | 42,18%                               |
| Муслимани                            | Муслимани                            |                                      | 4                                    | 2,08%                                |
| Роми                                 | Роми                                 |                                      | 3                                    | 1,56%                                |
| Мађари                               | Мађари                               |                                      | 2                                    | 1,04%                                |
| Македонци                            | Македонци                            |                                      | 1                                    | 0,52%                                |
| непознато                            | непознато                            |                                      | 0                                    | 0,0%                                 |

| Година пописа     | 1948. | 1953. | 1961. | 1971. | 1981. | 1991. | 2003. |
| ----------------- | ----- | ----- | ----- | ----- | ----- | ----- | ----- |
| Број домаћинстава | 21    | 19    | 15    | 13    | 10    | 49    | 76    |

| Број чланова      | 1  | 2  | 3  | 4  | 5 | 6 | 7 | 8 | 9 | 10 и више | Просек |
| ----------------- | -- | -- | -- | -- | - | - | - | - | - | --------- | ------ |
| Број домаћинстава | 76 | 25 | 22 | 10 | 9 | 6 | 1 | 3 | 0 | 0         | 0      |

| Пол    | Укупно | Неожењен/Неудата | Ожењен/Удата | Удовац/Удовица | Разведен/Разведена | Непознато |
| ------ | ------ | ---------------- | ------------ | -------------- | ------------------ | --------- |
| Мушки  | 77     | 18               | 53           | 3              | 2                  | 1         |
| Женски | 85     | 15               | 49           | 13             | 8                  | 0         |
| УКУПНО | 162    | 33               | 102          | 16             | 10                 | 1         |

| Пол    | Укупно                    | Пољопривреда, лов и шумарство | Рибарство                            | Вађење руде и камена | Прерађивачка индустрија       |
| ------ | ------------------------- | ----------------------------- | ------------------------------------ | -------------------- | ----------------------------- |
| Мушки  | 15                        | 0                             | 0                                    | 0                    | 2                             |
| Женски | 11                        | 0                             | 0                                    | 0                    | 1                             |
| УКУПНО | 26                        | 0                             | 0                                    | 0                    | 3                             |
| Пол    | Производња и снабдевање   | Грађевинарство                | Трговина                             | Хотели и ресторани   | Саобраћај, складиштење и везе |
| Мушки  | 0                         | 2                             | 2                                    | 1                    | 6                             |
| Женски | 0                         | 0                             | 3                                    | 0                    | 1                             |
| УКУПНО | 0                         | 2                             | 5                                    | 1                    | 7                             |
| Пол    | Финансијско посредовање   | Некретнине                    | Државна управа и одбрана             | Образовање           | Здравствени и социјални рад   |
| Мушки  | 0                         | 0                             | 0                                    | 0                    | 0                             |
| Женски | 0                         | 1                             | 1                                    | 3                    | 1                             |
| УКУПНО | 0                         | 1                             | 1                                    | 3                    | 1                             |
| Пол    | Остале услужне активности | Приватна домаћинства          | Екстериторијалне организације и тела | Непознато            | Непознато                     |
| Мушки  | 1                         | 0                             | 0                                    | 1                    | 1                             |
| Женски | 0                         | 0                             | 0                                    | 0                    | 0                             |
| УКУПНО | 1                         | 0                             | 0                                    | 1                    | 1                             |